# جنف قطني تنكسي
الجَنَف القَطَني التَنَكُّسي (بالإنجليزية: Degenerative lumbar scoliosis)‏ هو انحراف جانبي يتجاوز 10 درجات ويحدث عادة في المنطقة الصدرية القطنية أو المنطقة القطنية من العمود الفقري بعد العقد الرابع أو الخامس من العمر في مرضى لم يكن لديهم تاريخ مرضي سابق للجنف.

## كيفية حدوث الجنف التنكسي
يؤدي التنكس غير المتناظر للأقراص الغضروفية أو المفاصل الوجيهية للفقرات إلى تحميل غير متناظر على قسم من العمود الفقري ثم على منطقة كاملة منه، وهذا ما يؤدي بدوره إلى تشوه غير متناظر يؤدي بدوره - مرة أخرى - إلى تنكس غير متماثل يُحدِث تحميلاً غير متماثل، وهكذا فيما يشبه الحلقة المفرغة، وهو ما يؤدي إلى تفاقم التقوس في العمود الفقري.

## التغيرات المصاحبة للجنف التنكسي
كثيراً ما يصاحب الجنف القطني التنكسي فقدان في القَعَس القطني، وانزلاق تنكسي وانزلاق محوري للفقرات. ويستتبع تلك التغيرات ضيق في القناة الشوكية، وهو ما قد يؤثر على الحبل الشوكي أو مخارج الأعصاب، مؤدياً بالتالي إلى الأعراض السريرية.

## الأعراض
قد يشعر مريض الجنف القطني التنكسي بألم مبرح في الظهر و/أو الطرف السفلي مع عدم توازن في العمود الفقري، وقد لا يشعر بأي أعراض ويكتشف المرض مصادفةً أثناء عمل أشعة على الفقرات القطنية لأي سبب آخر.

### ألم الظهر و/أو الطرف السفلي
يعد  ألم الظهر (سواء كان أو لم يكن مصحوباً بأعراض عصبية) هو أكثر الأعراض السريرية شيوعاً في مرضى الجنف البالغين، وهو يزداد شدة كلما زادت درجة فقدان القعس القطني.
إلا أن أكثر الأعراض شيوعاً في المرضى الذين يُحالون إلى جراحي العمود الفقري هي تلك التي تتعلق بوجود ضغط على الأعصاب، سواء كان ذلك عبارة عن ضغط على جذر العصب عند مخرجه أو على العقد العصبية (وهو ما يؤدي إلى ألم جذري) أو ضيق مركزي بالقناة الشوكية (وهو ما يؤدي إلى عَرَج عصبي).

### تفاقم الانحناء
مع التسليم بأن الألم يظل هو أهم عَرَض يأتي به المريض، إلا أن بعض المرضى قد يلاحظون تفاقم الانحناء أو ازدياد التشوه، ويكون هذا هو سبب طلبهم للعلاج.

### الاختلال العصبي
يصيب الاختلال العصبي ـ إن وُجد ـ جذراً معيناً، أو عدة جذور، أو قد يصيب الألياف النهائية (أعصاب ذيل الحصان) بأكملها مما يؤدي إلى خلل في وظائف المثانة البولية أو المستقيم.

### تشوه المظهر الخارجي
بخلاف الحال في الجنف الغامض (الجنف مجهول السبب) عند المراهقين، لا يكاد المظهر يمثل أي مشكلة لدى مرضى الجنف القطني التنكسي، وذلك لأن الألم والاختلال العصبي (أو كلاهما) هي الأعراض المعتادة التي يأتي بها المريض.

## التشخيص الشعاعي
إلى جانب الفحص الإكلينيكي، فإن تقييم حالات الجنف المصحوب بأعراض عند البالغين يحتاج إلى دراسات إشعاعية تشمل الأشعة العادية والأشعة المقطعية بالصبغة لفحص القناة الشوكية وأشعة الرنين المغناطيسي</ref>

### الأشعة السينية
يبدأ تحليل الحالة بتقييم المنظرين الأمامي – خلفي والجانبي في صورة شعاعية بسيطة من مقاس 36×14 بوصة على العمود الفقري بأكمله في الوضع واقفاً، وذلك لتقييم التوازن الكلي للعمود الفقري. وللأشعة العادية المركزة على المنطقة القطنية في منظرين أمامي- خلفي وجانبي أيضاً أهميتها في معرفة تفاصيل التشوه.

#### قياس مقدار الجنف

طريقة "كوب" لقياس الجنف

ولقياس مقدار الانحناء الجانبي في حالات الجنف تُعد طريقة «كوب» هي الأكثر انتشاراً، تليها طريقة «فيرجسون»، ولو أن الطريقة الثانية ليست بمثل انتشار الأولى.

#### قياس مقدار الدوران المحوري للفقرات
ويمكن قياس الدوران المحوري للفقرات ـ الذي يصل إلى أقصاه عند رأس التقوس ـ بعدة طرق لا تتسم أي منها بالدقة المطلقة، غير أن طريقتي «بيردريول» و«ناش ـ مو» هما الأبسط، وبالتالي فهما الأكثر استخداماً.

#### قياس مدى مرونة التقوس
ويتم أثناء الإعداد للعملية تحديد مدى مرونة التقوس (وبالتالي مدى قابليته للتصليح) عن طريق إجراء أشعات أمامي ـ خلفي في الوضع راقداً ومع الانحناء الجانبي يميناً ويساراً، وكذلك يمكن استخدام منظر ستانيارا المائل للحصول على منظر أمامي خلفي حقيقي يتلافى الدوران المحوري للفقرات.

### الأشعة السينية والمقطعية بالصبغة على القناة الشوكية
يمكن عمل أشعة بالصبغة على القناة الشوكية في المرضى الذين يعانون من آلام جذرية أو أعراض ضيق القناة الشوكية، لكن ذلك لا يستخدم بكثرة حالياً نظراً لآثاره الجانبية. إلا أن استخدام الأشعة المقطعية في تصوير القناة الشوكية بالصبغة يوضح بشكل جيد تلك المناطق التي يوجد فيها ضيق في القناة الشوكية، كما يوضح التفاصيل العظمية ويساعد على تحديد المناطق التي فيها ضيق في الردب الجانبي أو في مخرج العصب.

### التصوير الطبقي المحوسب دون صبغة على العمود الفقري
وتعد الأشعة المقطعية (التصوير الطبقي المحوسب) هي أفضل الطرق لتصوير التشوهات الجنفية المركبة، وهي تستخدم بصفة عامة في حالة إجراء الجراحة بمساعدة الكمبيوتر.

### التصوير بالرنين المغناطيسي
أما أشعة الرنين المغناطيسي فهي الأفضل لفحص محتويات القناة الشوكية، وكذلك الأنسجة الرخوة المحيطة بالعمود الفقري في مرضى الجنف.

## العلاج
يعد انتقاء نوعية العلاج الجراحي الأنسب للجنف التنكسي أمراً في غاية الصعوبة، ويتسم بالتعقيد في عملية اتخاذ القرار، ولا نلجأ إلى الجراحة إلا بعد فشل الأساليب العلاجية غير الجراحية. ويهدف العلاج بصفة عامة إلى تخفيف الألم، وإزالة أعراض العرج العصبي، والتخلص من الاختلال العصبي، ومنع تفاقم الانحناء</ref>

### العلاج غير الجراحي
لا بد - في جميع الحالات - أن نبدأ بالعلاج التحفظي (غير الجراحي)، ومن أنواعه:

#### العلاج الدوائي
- مضادات الالتهاب اللاستيرويدية وغيرها من المسكنات غير المخدرة.[5]
- عقار ميثيل البريدنيزولون (الذي ينتمي إلى مجموعة الكورتيزون) عن طريق الفم: ويمكن استخدامه لفترة وجيزة في حالة حدوث نوبة ألم مفاجئة ومبرحة.[4]
- مضادات الاكتئاب ثلاثية الحلقات (مثل عقار أميتربتيلين) ومضادات التشنجات (مثل عقار جابابنتين): وتستخدم عادة في حالات الألم المزمن.[4]
- العقاقير المسكنة ذات الأثر المخدر: يوجد خلاف كبير حول استخدامها في حالات الألم المزمن، هذا بالإضافة إلى آثارها الجانبية على المدى البعيد.[5]

#### التراكيب المقومة
تستخدم التراكيب المقومة (بالإنجليزية: orthotics)‏ في الأساس للمساعدة على تخفيف الألم، ويجب أن نأخذ في الاعتبار أن هذه التراكيب لا توقف الانحناء عن التفاقم وأن كثيراً من المرضى قد لا يتحملونها على المدى البعيد.

#### العلاج بالاستحثاث الكهربي للعصب عن طريق الجلد
من الطرق الأخرى لمعالجة الألم المزمن في أسفل الظهر وألم الجذور العصبية في حالات الجنف القطني التنكسي العلاج بالاستحثاث الكهربي للعصب عن طريق الجلد (بالإنجليزية: Trancutaneous electric nerve stimulation)‏.

#### أساليب الحقن الموضعي
ومنها حقن الستيرويدات (الكورتيزونات) خارج الأم الجافية Epidural steroid injection، والحقن داخل المفاصل الوجيهية Facet block، وحقن الأعصاب الانتقائي Selective nerve root block، والحقن في المناطق التي يبدأ منها الألم.

#### أساليب أخرى غير تقليدية
يقدم لنا الطب البديل بعض الأساليب العلاجية التي قد تفيد في تخفيف الألم عند مرضى الجنف التنكسي، ومن هذه الأساليب غير التقليدية:
- الوخز بالإبر الصينية.[5][12]
- الكيروبراكتيك (علم العلاج اليدوي)[5]
- اليوجا[5]

### العلاج الجراحي

#### إزالة الضغط فقط
أبسط الخيارات الجراحية المتاحة هي إزالة الضغط دون سمكرة للفقرات، ولكن لا يُنصح عادة بهذه العملية؛ لأنها قد تؤدي إلى المزيد من التنكُّس وعدم الثبات، وخاصةً عند رأس المنحنى.

#### إزالة الضغط مع سمكرة الفقرات
ينصح معظم الجراحين بأن تكون إزالة الضغط مصحوبة بسمكرة للفقرات واستخدام الآلات، إلا أنه لا يوجد اتفاق حول الامتداد الذي ينبغي أن تشمله عملية السمكرة
وتشمل العمليات المستخدمة لهذا الغرض الآتي:
1. إجراء العملية من مدخل خلفي فقط
2. إجراء العملية من مدخل أمامي فقط
3. إجراء عملية السمكرة من المدخلين الأمامي والخلفي معاً

كما أن تقنية السمكرة الجانبية القصوى ذات التدخل المحدود قد تم استخدامها أيضاً في علاج حالات الجنف التنكسي.
أما عن الامتداد الذي تصل إليه عملية السمكرة في حالات الجنف القطني التنكسي فلم يُحسم أمره بعد. وتعرف السمكرة القصيرة بأنها سمكرة داخل حدود التشوه نفسه، أي أنها لا تتعدى الفقرة النهائية. كذلك فإن من الأمور التي يثور حولها جدل كبير في علاج الجنف عند البالغين هو متى نتوقف بالسمكرة الطويلة عند الفقرة القطنية الخامسة ومتى ينبغي أن نحتوي اتصال الفقرات القطنية العجزية في هذه السمكرة.

#### إصلاح التشوه
السؤال الجوهري والمعقد في مثل هذه الحالة هو: هل ينبغي أن نصلح الجنف التنكسي أم لا؟ فأهداف العلاج في حالات الجنف التنكسي تختلف عنها في حالات جنف المراهقين، الذي يكون علاجه بهدف منع تفاقم الانحناء وتحسين المظهر الخارجي، بينما يتطلب علاج الجنف التنكسي إزالة ألم الظهر والساقين وكذلك التخلص من أعراض العرج العصبي.

#### مشاكل ومضاعفات العلاج الجراحي
إن التدخل الجراحي في حالات الجنف عند البالغين محاط باحتمالات كثيرة لحدوث مضاعفات مرضية، أو حتى الوفاة. 
وبالإضافة إلى مخاطر الجراحة فإن الألم نادراً ما يزول بشكل كلي.
ويمكن تجنب معظم المضاعفات بالإعداد الجيد للعملية وإجرائها بتقنية سليمة. ويجب اتخاذ القرار بحرص فيما يتعلق بالمراجعة الجراحية التي قد تجرى في حالة حدوث مضاعفات.